# Họ Linh dương
Họ Linh dương (Antilocapridae) là một họ động vật có vú guốc chẵn đặc hữu ở Bắc Mỹ. Họ hàng gần nhất còn sinh tồn của chúng là các loài Họ Hươu cao cổ, và cùng chúng tạo nên siêu họ Giraffoidea. Chỉ có một loài, linh dương sừng nhánh (Antilocapra americana), là còn sống ngày nay; tất cả các thành viên khác của họ này đã bị tuyệt chủng. Linh dương sừng nhánh là một loài động vật có vú nhai lại nhỏ nhìn giống các loài linh dương trong Họ Trâu bò (Bovidae). Họ này được Gray miêu tả năm 1866.
Về hầu hết khía cạnh, chúng giống các loài nhai lại khác. Chúng có dạ dày 4 ngăn phức tạp để tiêu hóa các loại thực vật cứng, móng guốc và sừng nhỏ, chẻ đôi. Sừng của chúng giống với sừng của những loài Họ Trâu bò, ở chỗ chúng có một lớp vỏ sừng thực sự, nhưng đặc biệt là sừng chúng rụng ngoài mùa sinh sản và sau đó mọc lại. Các ngón chân bên của chúng thậm chí còn không có so với ngón chân bên của các loài Họ Trâu bò, với các ngón bị mất hoàn toàn, và chỉ còn lại xương pháo. Chúng có công thức răng hàm giống như đa số các loài nhai lại khác:
{\displaystyle {\tfrac {0.0.3.3}{3.1.3.3}}}.

## Tiến hóa
Chúng tiến hóa ở Bắc Mỹ, nơi chúng lấp đầy một ngách tương tự như ngách của các loài Họ Trâu bò tiến hóa ở Cựu Thế giới. Trong suốt thế Miocen và Pliocen, chúng là một nhóm đa dạng và thành công, với nhiều loài khác nhau. Một số có sừng với hình thù kỳ dị, hoặc có bốn, thậm chí sáu sừng. Ví dụ bao gồm Osbornoceros, với sừng nhẵn và hơi cong, Paracosoryx, với sừng dẹt mở rộng đến đầu chẻ đôi, Ramoceros, với sừng hình quạt và Hayoceros, có bốn sừng.

## Phân loại
- Phân họ Merycodontinae
  - Chi Cosoryx †
    - Cosoryx agilis
    - Cosoryx cerroensis
    - Cosoryx furcatus
    - Cosoryx ilfonensis
    - Cosoryx trilateralis

  - Chi Meryceros †
    - Meryceros crucensis
    - Merycerus crucianus
    - Meryceros hookwayi
    - Meryceros joraki
    - Meryceros major
    - Meryceros nenzelensis
    - Meryceros warreni

  - Chi Merycodus †
    - Merycodus furcatus
    - Merycodus grandis
    - Merycodus necatus
    - Merycodus prodromus
    - Merycodus sabulonis

  - Chi Paracosoryx †
    - Paracosoryx alticornis
    - Paracosoryx burgensis
    - Paracosoryx dawesensis
    - Paracosoryx furlongi
    - Paracosoryx loxoceros
    - Paracosoryx nevadensis
    - Paracosoryx wilsoni

  - Chi Ramoceros †
    - Ramoceros brevicornis
    - Ramoceros coronatus
    - Ramoceros marthae
    - Ramoceros merriami
    - Ramoceros osborni
    - Ramoceros palmatus
    - Ramoceros ramosus

  - Chi Submeryceros †
    - Submeryceros crucianus
    - Submeryceros minimus
    - Submeryceros minor
- Phân họ Antilocaprinae
  - Tông Proantilocaprini
    - Chi Proantilocapra †
      - Proantilocapra platycornea

    - Chi Osbornoceros †
      - Osbornoceros osborni

  - Tông Ilingoceratini
    - Chi Ilingoceros †
      - Ilingoceros alexandrae
      - Ilingoceros schizoceros

    - Chi Ottoceros †
      - Ottoceros peacevalleyensis

    - Chi Plioceros †
      - Plioceros blicki
      - Plioceros dehlini
      - Plioceros floblairi

    - Chi Sphenophalos †
      - Sphenophalos garciae
      - Sphenophalos middleswarti
      - Sphenophalos nevadanus

  - Tông Stockoceratini
    - Chi Capromeryx †
      - Capromeryx arizonensis
      - Capromeryx furcifer
      - Capromeryx gidleyi
      - Capromeryx mexicanus
      - Capromeryx minor
      - Capromeryx tauntonensis

    - Chi Ceratomeryx †
      - Ceratomeryx prenticei

    - Chi Hayoceros †
      - Hayoceros barbouri
      - Hayoceros falkenbachi

    - Chi Hexameryx †
      - Hexameryx simpsoni

    - Género Hexobelomeryx †
      - Hexobelomeryx fricki
      - Hexobelomeryx simpsoni

    - Chi Stockoceros †
      - Stockoceros conklingi
      - Stockoceros onusrosagris

    - Chi Tetrameryx †
      - Tetrameryx irvingtonensis
      - Tetrameryx knoxensis
      - Tetrameryx mooseri
      - Tetrameryx shuleri
      - Tetrameryx tacubayensis

  - Tông Antilocaprini
    - Chi Antilocapra[1]
      - Antilocapra americana
        - Antilocapra americana americana
        - Antilocapra americana mexicana
        - Antilocapra americana oregona
        - Antilocapra americana peninsularis
        - Antilocapra americana sonoriensis

    - Chi Texoceros †
      - Texoceros altidens
      - Texoceros edensis
      - Texoceros guymonensis
      - Texoceros minorei
      - Texoceros texanus
      - Texoceros vaughani

## Hình ảnh

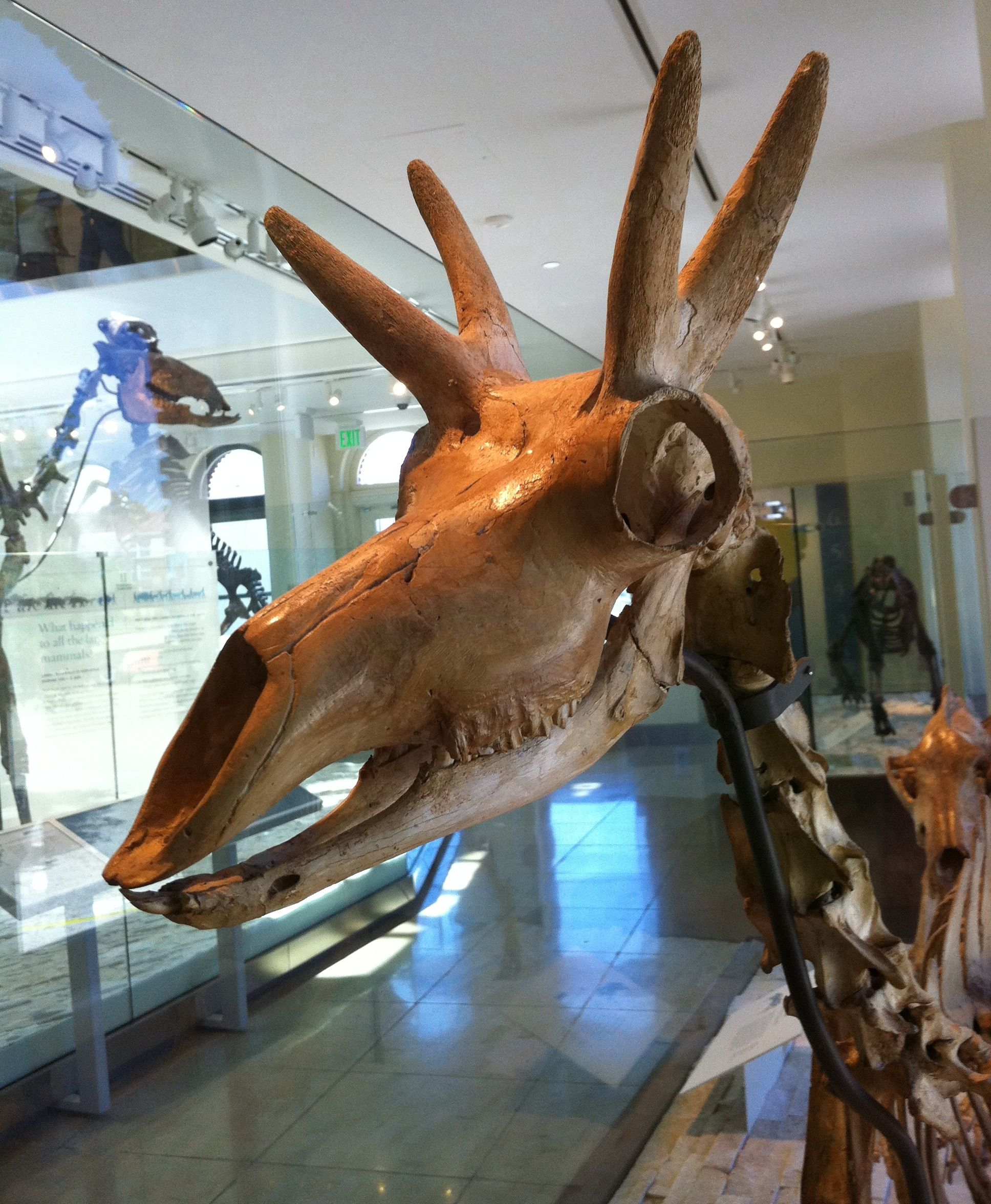
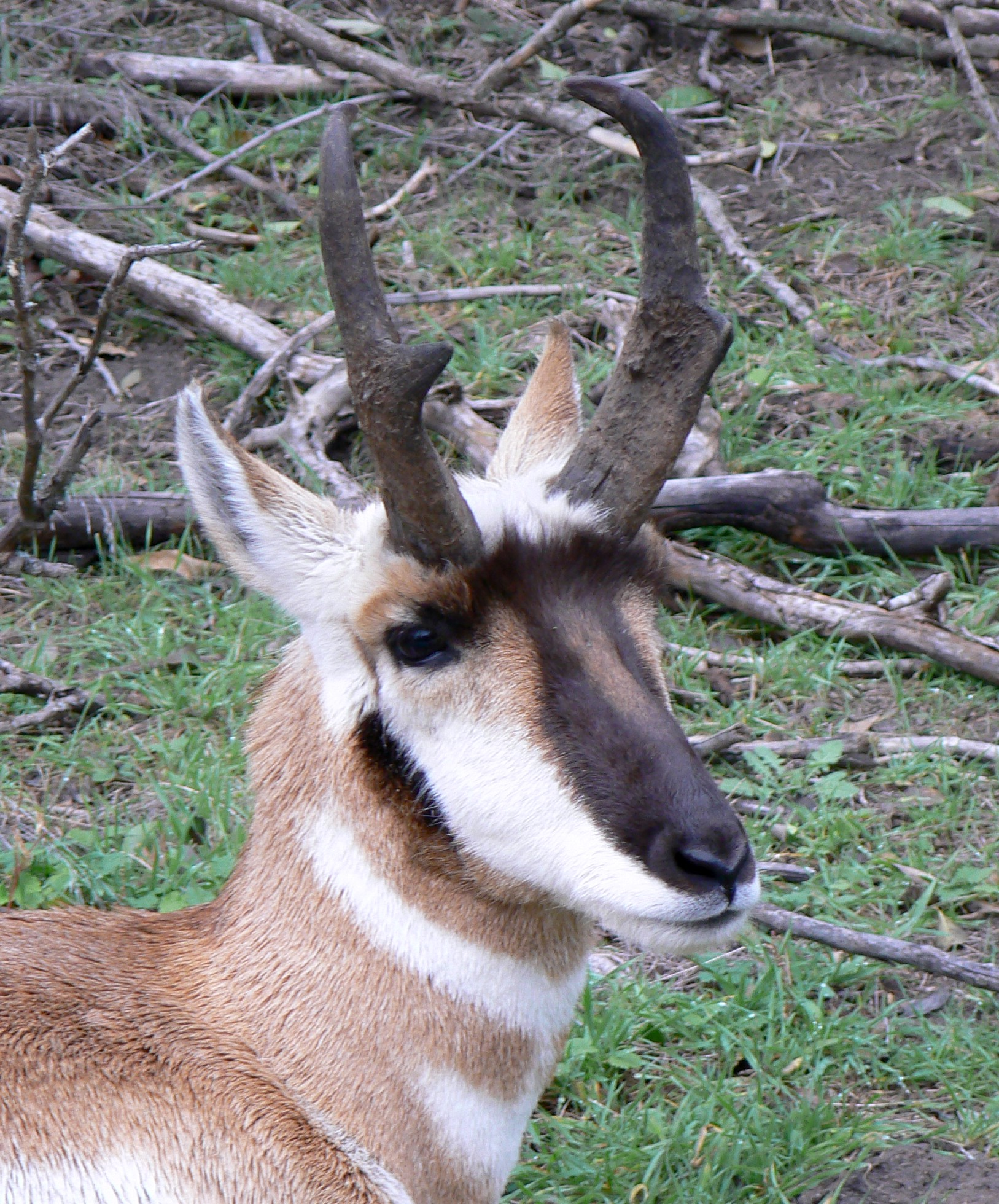
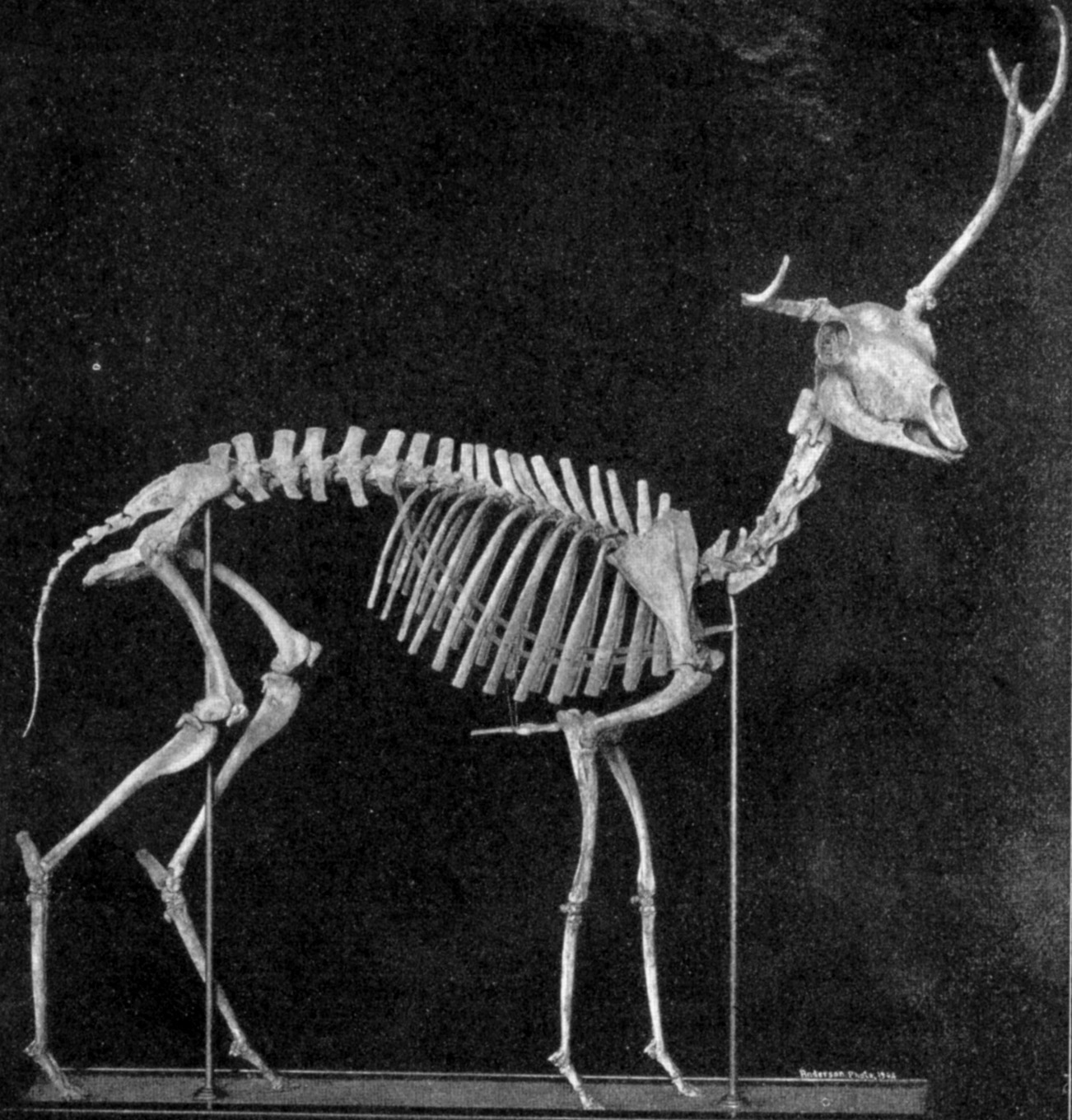
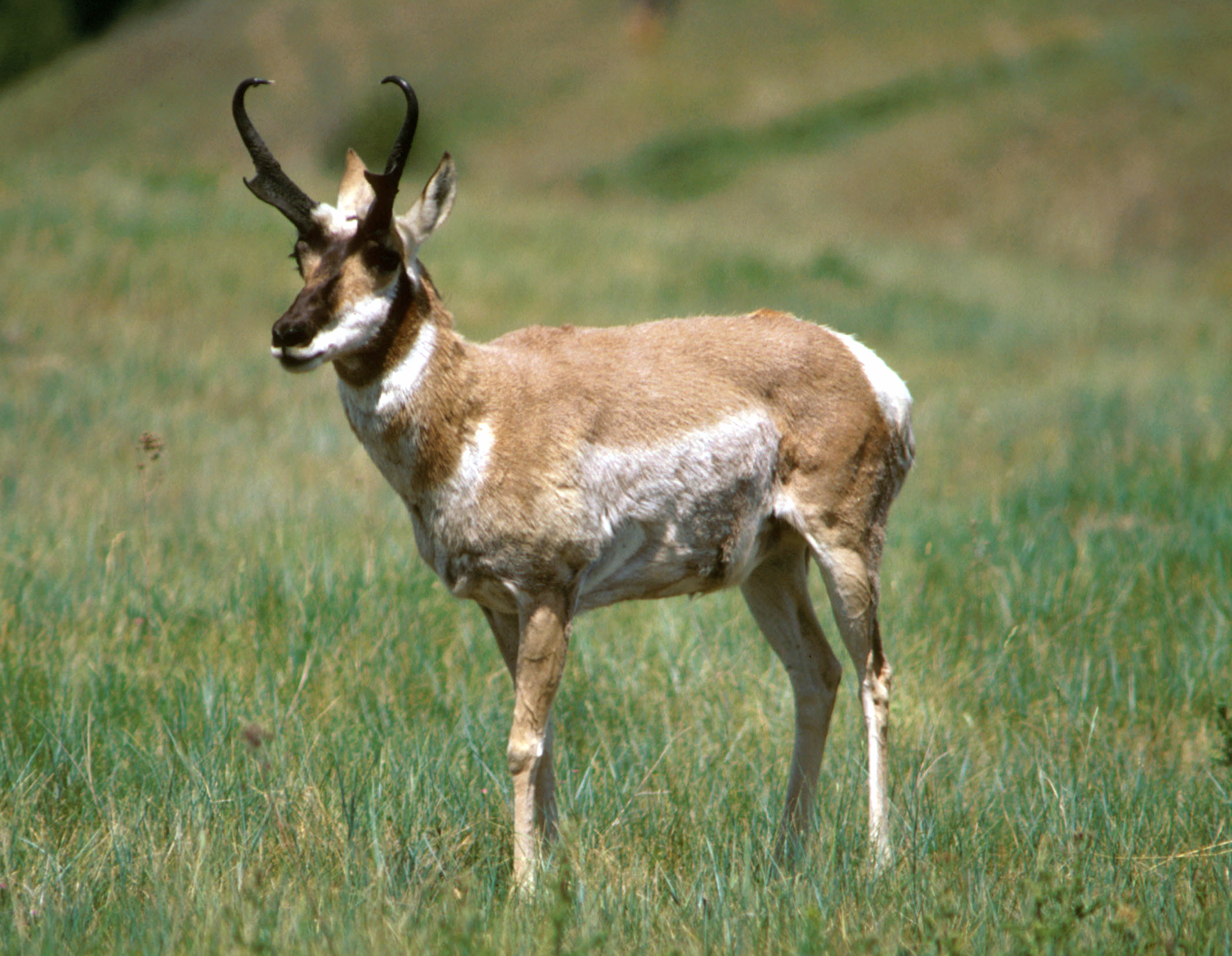
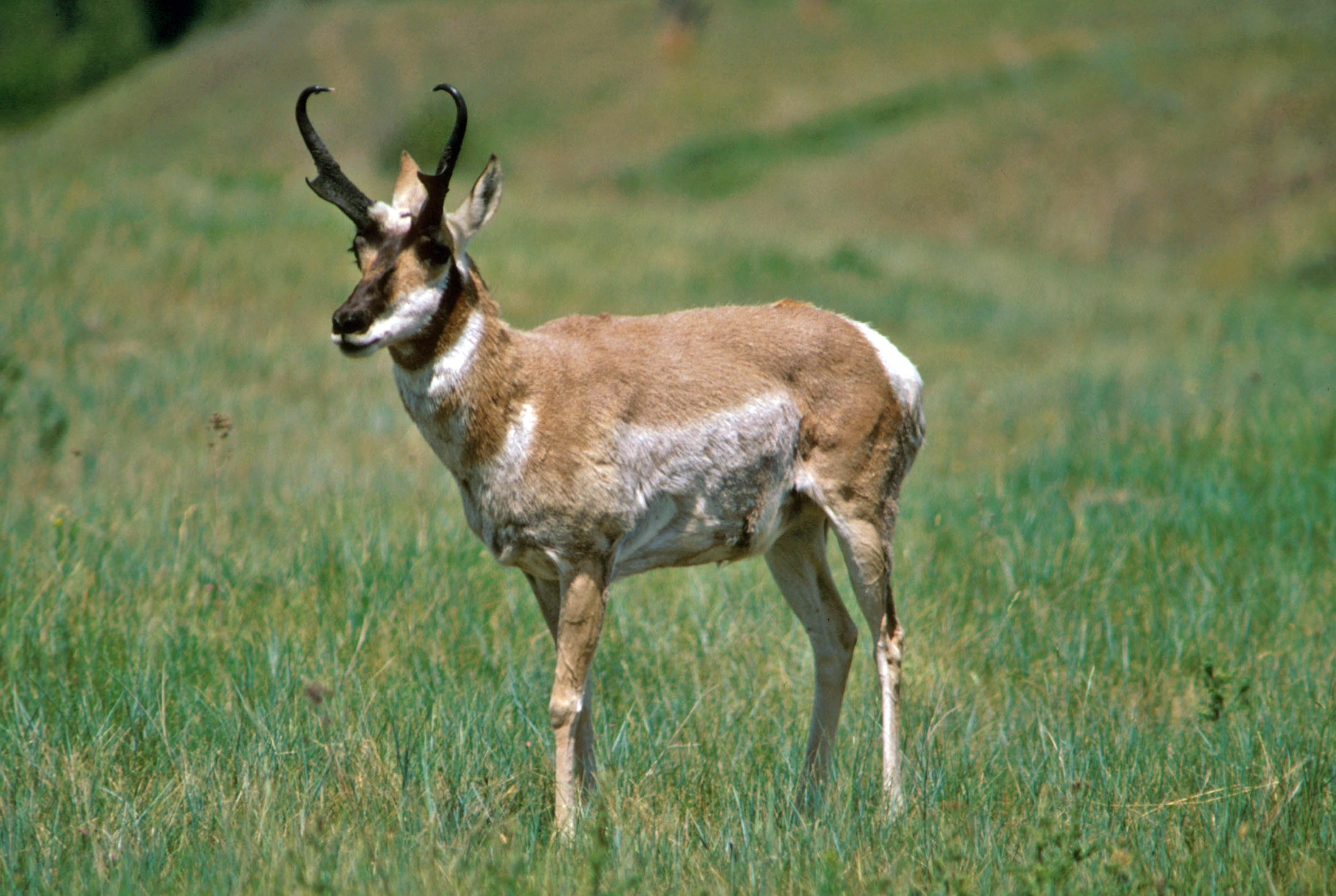